# Gare routière internationale de Berlin
La gare routière internationale de Berlin (Zentraler Omnibusbahnhof Berlin — ZOB) est une gare routière d'autocars située à Berlin-Westend dans la zone piétonne de Charlottenburg-Wilmersdorf.
Inaugurée en mai 1966 à l'initiative de Gustav Severin, elle dispose de 35 places de cars, desservant toute l'Allemagne. Elle dessert aussi à l'international, officiant en tant que porte vers l'Europe de l'Est. Elle est gérée depuis 2001 par la Internationale Omnibusbahnhof Betreibergesellschaft, une entreprise du holding Berliner Verkehrsbetriebe. Les guichets de billets sont gérés par la  Zentral-Omnibusbahnhof Berlin GmbH, une filiale à 100 % de la DB Fernverkehr AG. 
Dans l'année 2012 il y a eu environ 64 000 arrivées et départs avec plus de 3,2 millions de passagers (estimation 2013).
Elle est utilisée par certaines des Lignes régulières d'autocar en Allemagne.

## Correspondances
La gare routière de Berlin est située à côté de la tour radio de Berlin et de la Messe Berlin. Elle est desservie par l'A 100 et de l'A 115, deux autoroutes importantes de Berlin.
La station de S-Bahn Messe Nord / ICC sur le Ringbahn et la station de U-Bahn Kaiserdamm sur le U2 sont aussi tout près pour en faire un pôle intermodal important de l'ouest de Berlin.

## Avenir
Une rénovation et un agrandissement de la gare étaient prévus pour 2014. Le nombre de places de parking devait augmenter de 35 à 49 pour environ 83 000 arrivées et départs par an. Cela a représenté un investissement de 3,2 millions d'euros.

## Galerie photos

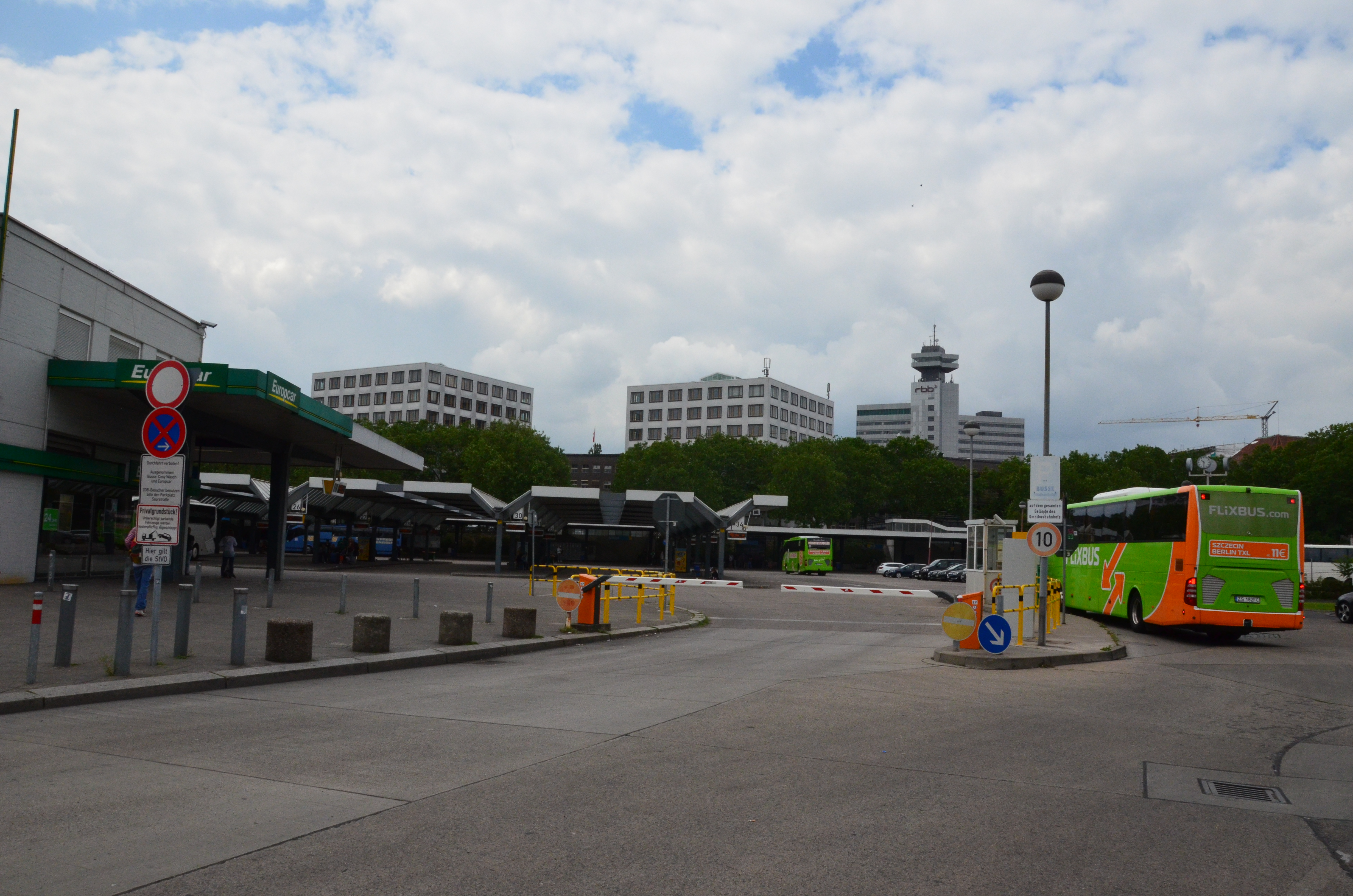
Entrée de la gare routière
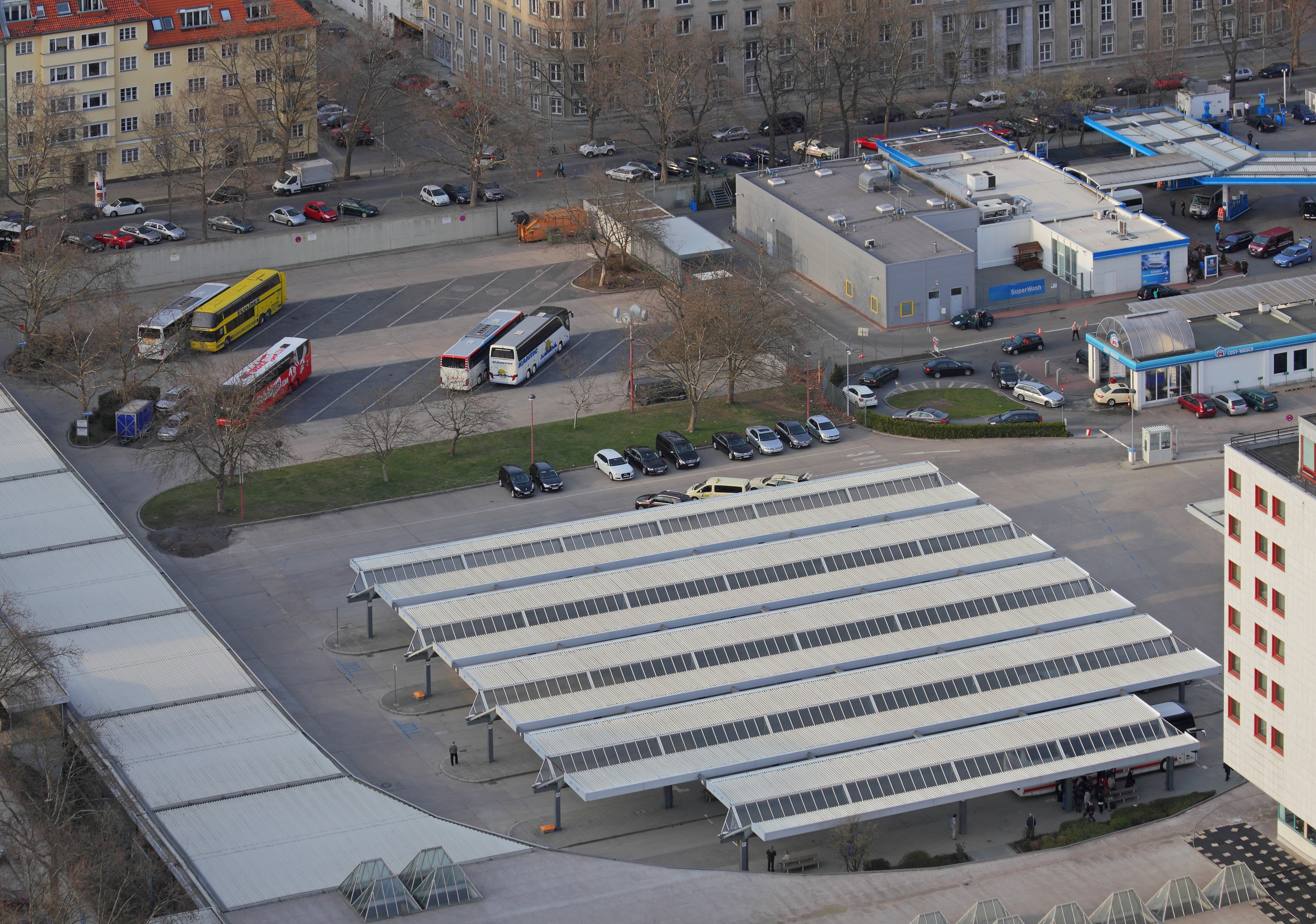
Vue aérienne depuis la tour radio.
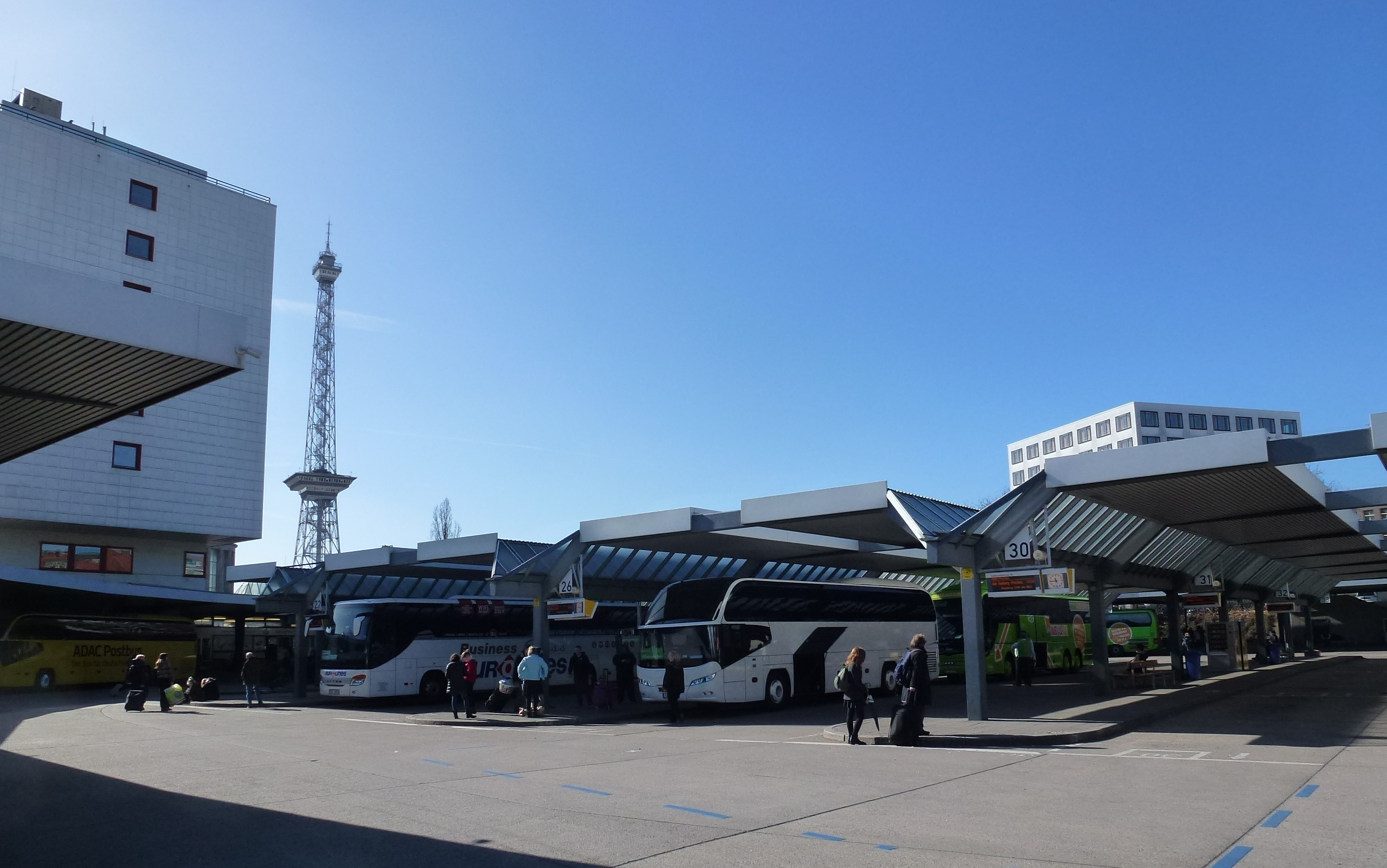
Vue au sol.
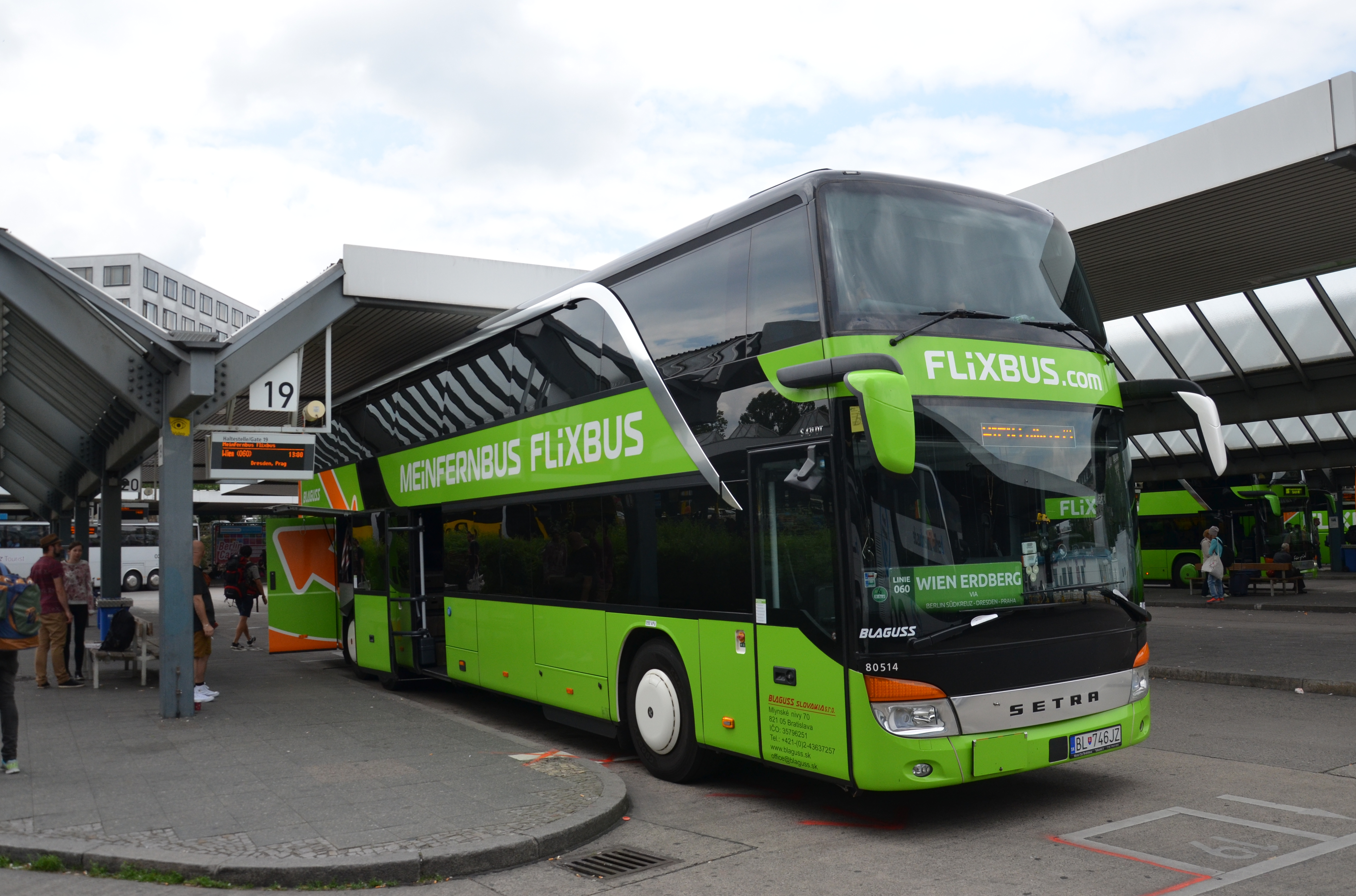
Autocar Flixbus stationné au quai 19.
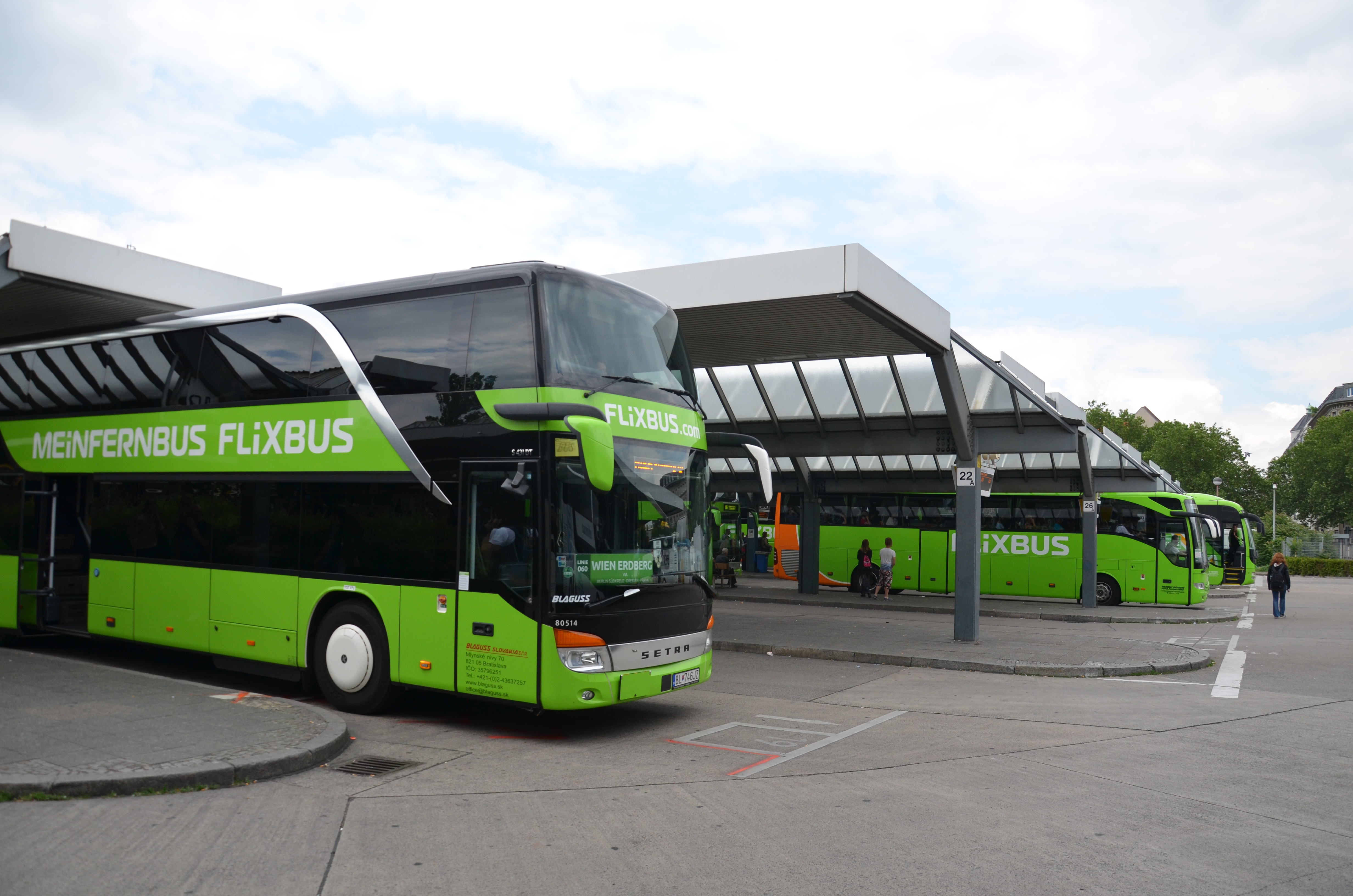
Quais de Flixbus.
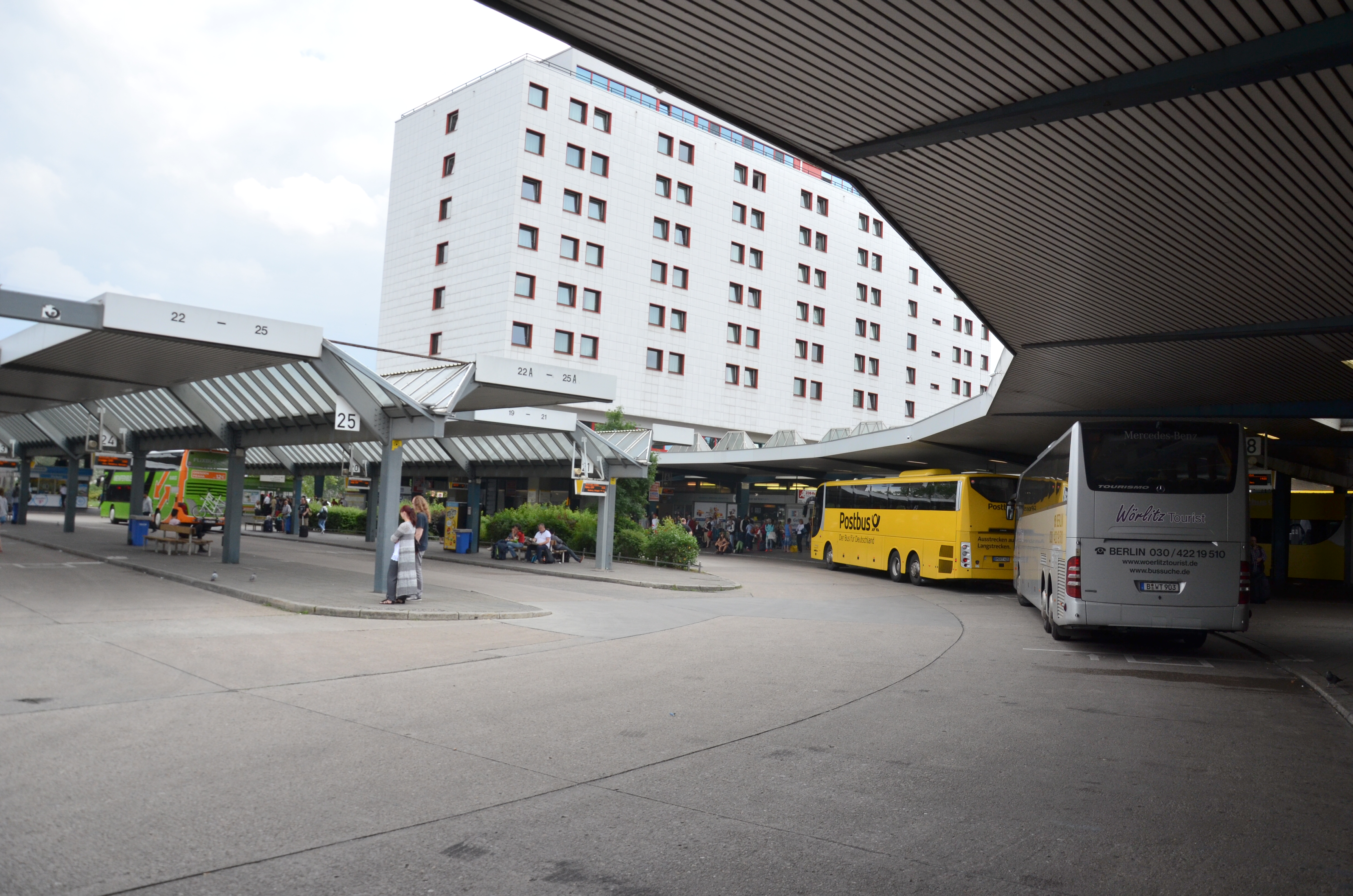
Quais 6 à 22.
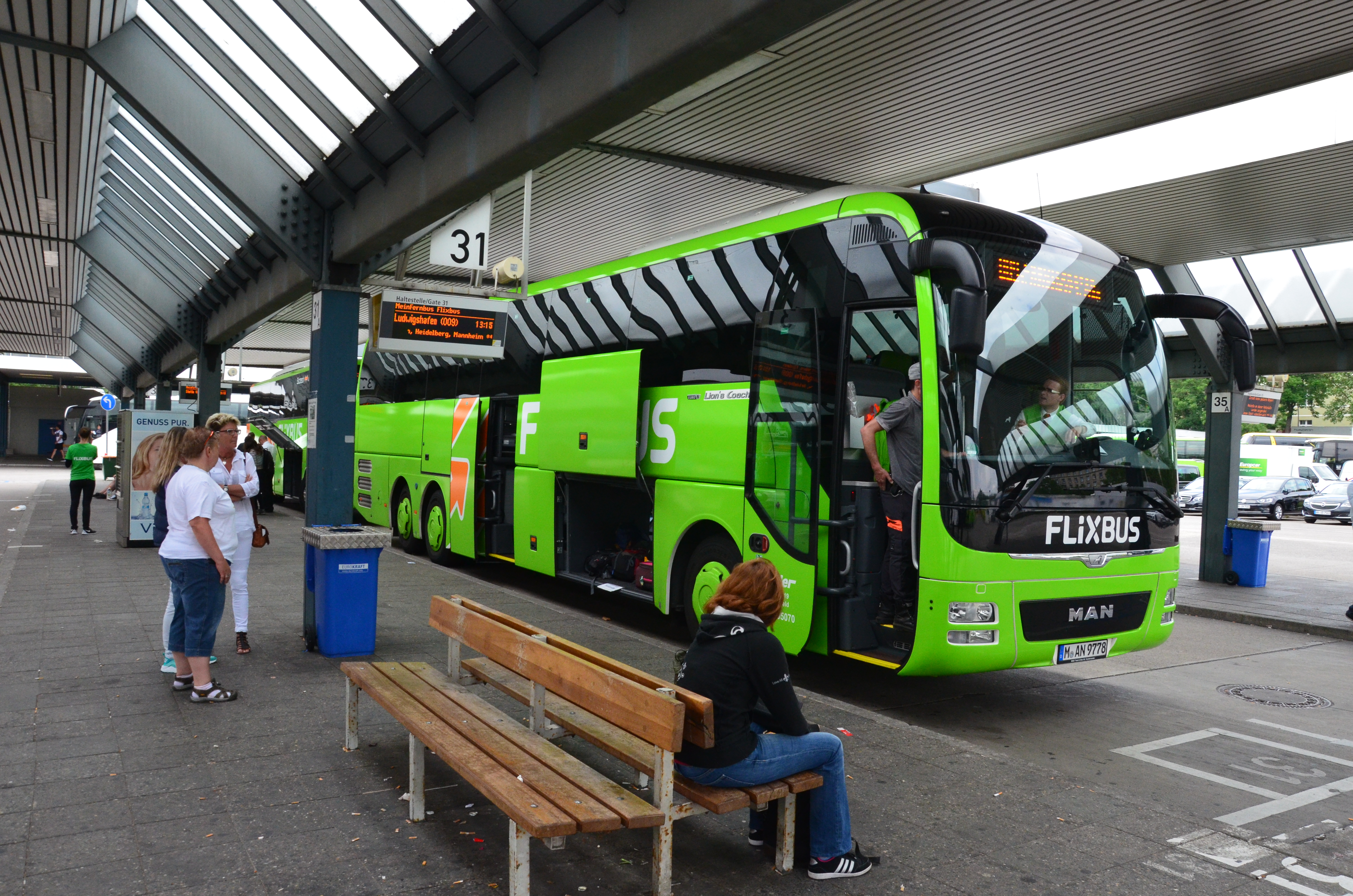
MAN Lion's Coach de Flixbus stationné au quai 31.
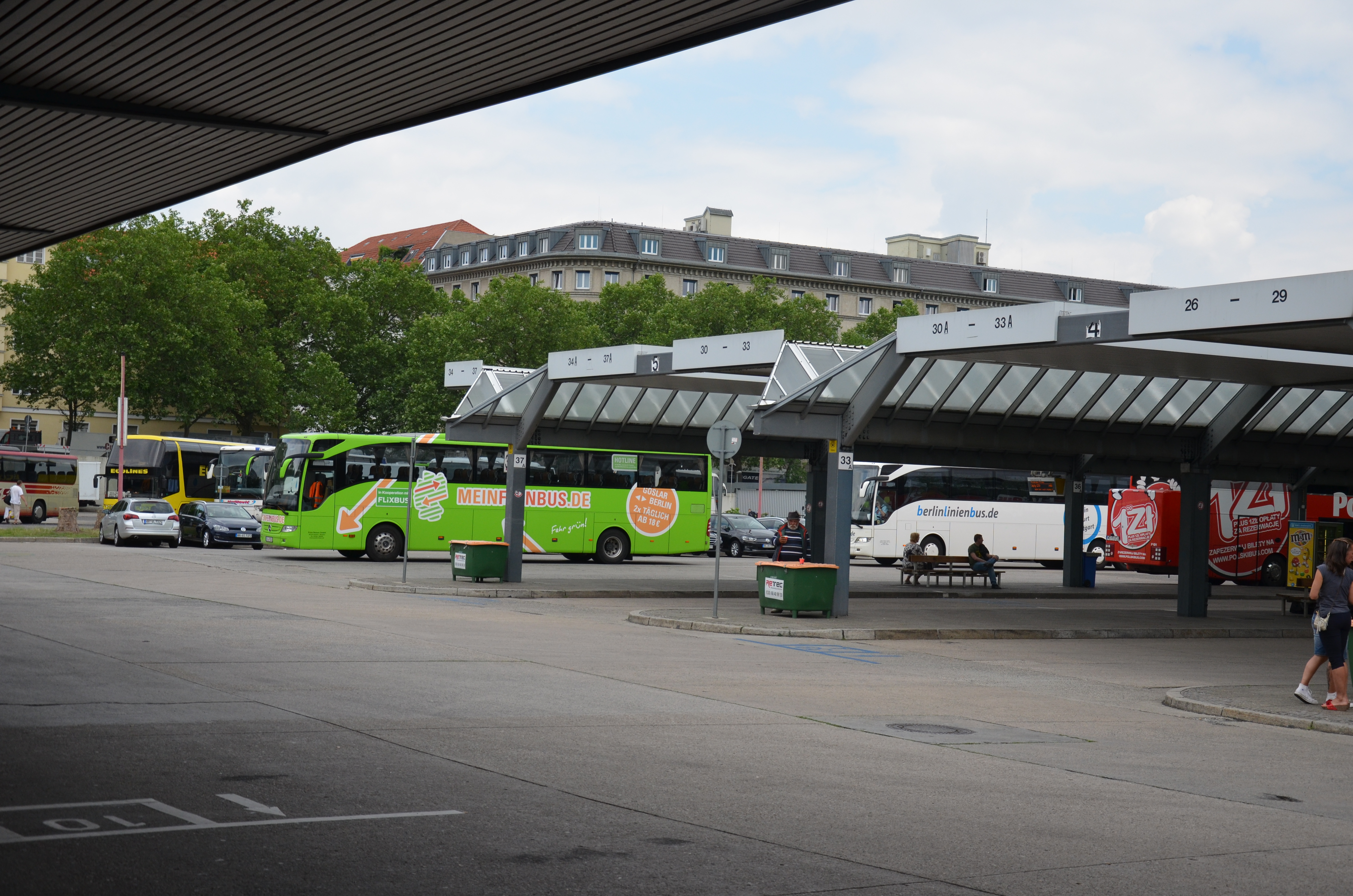
Quais 29 à 37.